# Список умерших в 1251 году
В этой статье представлен список известных людей, умерших в 1251 году.
См. также: Категория:Умершие в 1251 году

## Январь
- 25 января — Генрих II фон Нассау — граф Нассау (1198—1251)

## Февраль
- 9 февраля — Матье II — герцог Лотарингии (1220—1251)

## Март
- 8 марта — Алиса де Вержи, герцогиня Бургундии в браке с Эдом III; регент Бургундии при малолетнем сыне (1218—1228).
- 31 марта — Вильгельм Моденский — епископ Модены (1221—1233), кардинал-епископ Сабина-Поджо Миртето (1244—1251)

## Май
- 23 мая — Бертольд[англ.] — архиепископ Калочи (1206—1218), патриарх Аквилеи (1218—1251). Бан Славонии (1209—1212), воевода Трансильвании (1212—1213)
- Часва[англ.] — король Пагана (1235—1251)

## Июнь
- 6 июня — Гильом III де Дампьер — сеньор де Дампьер (1231—1251), граф Фландрии (как Гильом II) (1246—1251), убит на рыцарском турнире.
- Людер фон Борч[нем.] — епископ Вердена (1231—1251)

## Сентябрь
- 7 сентября — Виола — княгиня-консорт Опольская , жена Казимира I Опольского, княгиня Цешина (1246—1251)

## Октябрь
- 8 октября — Деметр Аба, венгерский магнат из рода Аба, комит Вашвара, сенешаль короля Андраша II (1220—1230) и его сына Кальмана (Коломана) (1232), королевский судья, с 1233 ишпан Баконии, комит Бодрогский.
- 9 октября — Иоланда Венгерская — королева-консорт Арагона (1235—1251), жена Хайме I Завоевателя
- 16 октября — Фолькард фон Нойбург[нем.] — епископ Кура (1237—1251)

## Дата неизвестна или требует уточнения
- Андрей Сиенский — святой римско-католической церкви[1].
- Алам ал-Дин ал-Ханафи[итал.] — египетский математик.
- Гвладис Ди, дочь князя Гвинеда и всего Уэльса Лливелина ап Иорверта, которая была последовательно женой двух баронов Валлийской марки — Реджинальда де Браоза и Ральфа Мортимера.
- Герольд Кёльнский[англ.] — немецкий пилигрим, святой римско-католической церкви.
- Годан — князь-чингизид эпохи Монгольской империи, дата смерти предположительна.
- Гульельмо Контарди[итал.] — епископ Ноли (1239—1245), епископ Бруньято (1230—1251)
- Домналл Гот Кайрпрех Маккарти[англ.] — король Десмонда (1247—1251)
- Есу-Мункэ — правитель Чагатайского улуса (1247—1251), убит в междоусобной борьбе.
- Есунтее, монгольский военачальник из рода урянхай, один из нойонов-тысячников Чингисхана и командиров его личной гвардии — кешика.
- Жан I — граф Ретеля (1242/1243—1251).
- Жан II — граф Руси (1213—1251).
- Жиль Орвальский, нидерландский хронист из Льежского княжества-епископства, монах-цистерцианец из аббатства Орваль близ Флоранвиля (совр. бельгийская провинция Люксембург), автор «Деяний Льежских епископов» (лат. Gesta episcoporum Leodiensium).
- Ибн Сахл де Севилья — андалузский поэт.
- Изабелла Хантингдонская — жена Роберта де Брюса, 5-го лорда Аннандейла, мать Роберта де Брюса 6-го лорда Аннандейла.
- Кнут Магнуссон, шведский дворянин, королевский судья в Вестергётланде.
- Ли Гао, китайский врач, основатель одной из четырёх медицинских школ времен империи Сун.
- Мария де Понтье — графиня де Понтье (1221—1251)
- Ованнес Тавушеци (Ванакан) — армянский историк и богослов
- Орда-Эджен — первый Хан Белой Орды (1242—1251)
- Отто I — граф Ольденбурга (1209—1251).
- Паджо Другом Жигпо, тибетский буддист, важная фигура в раннем распространении школы Друкпа в Бутане, где он почитается как эманация Авалокитешвары.
- Петронелла де Комменж — графиня Бигорра и виконтесса Марсана (1194—1251).
- Ринальдо I д’Эсте, маркиз д’Эсте.
- Принцесса Риши[англ.] — императрица-консорт Японии (1233—1239), жена Императора Сидзё
- Сакья-пандита — один из крупнейших политических и религиозных деятелей в истории Тибета. Шестой Сакья Тридзин, он входит четвёртым в число четырёх «отцов-основателей Сакья» и «пяти превосходных мастеров Тибета
- Симон де Ганби[англ.] — епископ Морея (1244—1251)
- Уильям II де Кантелуп[англ.] — шериф Ноттингемшира и Дербишира (1239—1241)
- Ферхар — мормер Росса (1223—1251)
- Элеанор де Браоз[англ.] — жена Хамфри V де Богуна (с 1241 года)